# ヴォーカルフォア合唱団
- ヴォーカルフォア
- ヴォーカル・フォア
- ヴォーカル フォア
- ヴォカルフォア
- ボーカルフォア

ヴォーカルフォア合唱団（ヴォーカルフォアがっしょうだん）は、日本初のプロ合唱団。戦時中は「日本合唱團」に改称。その後、藤原歌劇団合唱部につながっている。なお表記については「ヴォーカルフォア」「ヴォーカル・フォア」「ヴォーカル フォア」「ヴォカルフォア」「ボーカルフォア」等かなりの揺れがあり、例えば同じポスターの中でも様々な表記が混在しているものもある。以下の記述においても、原典のまま表記の揺れを残して記している。

## 概要
1927年（昭和2年）2月に開始されたNHK放送オペラのメンバー（松平佐登子（松平里子）、佐藤美子、田谷力三、内田栄一）により、同年10月「オペラの研究並びに紹介をなす」ことを目的として、歌劇研究グループ「レスビアン・ヴォーカル・フォア」（のち「ヴォーカル・フォア」）結成。後述の通り、当初はオペラの自主開催にも取り組んでおり、歌劇団を目指していたものと思われる。
翌1928年（昭和3年）5月19日「ヴォーカルフォア第1回研究発表演奏会」開催（ソプラノ:松平里子、メゾソプラノ:佐藤美子、テナー:田谷力三、バリトン:内田栄一、ヴォーカルフォア合唱団、伴奏:新交響楽団、指揮:近衛秀麿、場所:日本青年館）。その後、田谷力三が脱退。
同年11月28日(水)主催ヴオカルフォア『佐藤美子渡欧記念 カルメン全曲演奏音楽会』開催（ドンホセー:木下保、エスカミリオ:内田榮一、カルメン:佐藤美子、ミカエラ:松平里子、メルセーデス:植村政子、フランキースタ:小島弘子、モラーレス:徳山璉、ヴォカルフォア合唱團、オーケストラ:新交響楽団、指揮:近衛秀麿、於:日本青年館）。佐藤美子が脱退。
1929年（昭和4年）7月30日（火）主催 ヴォーカル.フォア「内田栄一 独唱ノ夕」開催（ピアノ伴奏 上田仁、於 日比谷音楽堂）。
1930年（昭和5年）9月17日（水）主催ヴォーカル フォア『喜歌劇の夕 メリー ウィドウ全曲演奏』開催（出演者：松平里子、河原喜久惠、城多又兵衛、内田榮一、下八川圭祐、ヴォーカル フォア合唱團、新響サロン オーケストラ、所 日比谷公會堂）。
同年11月15日（土）主催ヴォーカル フォア合唱團「松平里子渡欧記念演奏會」開催（ゲスト:ペツツオールド、鈴木乃婦子、平井美奈子、平間文壽、上田仁、ジェームス.ダン、徳山璉、出演:松平里子、内田榮一、下八川圭祐、城多又兵衛、日本青年館）。松平里子渡欧により脱退（翌1931年（昭和6年）9月22日ミラノで客死）。松平は渡欧に際してヴォーカルフォア合唱団の運営を内田栄一と平井美奈子に託した。
1932年（昭和7年）11月5日（土）主催ヴォーカル フォア『リゴレット』開催（演出:伊庭孝、舞臺設計:内山惣十郎、舞臺効果:福田宗吉、指揮:篠原正雄、マントウアの公爵:松山芳野里、リゴレツト:内田榮一、刺客スパラフチーレ:下八川圭祐、モンテローネ伯爵:德山璉、廷臣マルロ:日比野秀吉、廷臣ポルサ:山田道夫、チエプラノ伯爵:那須章司、ジルダ:平井美奈子、女中ジヨヴアンア:沖津正子、マツダレーナ:天野喜久代、チエプラノ夫人:三好美佐子、小姓:明石美智子、伴奏:新交響楽団、合唱:ヴオカルフオア合唱團 日比谷公会堂）。これは、昭和音楽大学オペラ情報センターの記録において、東京のオペラ公演において合唱団名が明記されている最初の記録である。
1933年（昭和8年）音楽年鑑には「平井美奈子、佐藤美子、内田栄一、下八川圭祐、城多又兵衛等の外合唱団員多数を擁す。伊庭孝、近衛秀麿が顧問となっている」とある。なお、他にヴォーカルフォア団員として確認できるのは、バリトンの富田義助（日本大学芸術科出身、日大芸術科助手。戦後、東邦音楽短期大学教授）などがいる。古関裕而・古関金子夫妻も慶應義塾大学に在学していた従兄の関係で入団している。後に合唱団「白樺」を指揮しロシア音楽に造詣が深かった北川剛もメンバーだったという。
1934年（昭和9年）9月16日（日）主催ヴォーカル フォア「リゴレットとピナフォアの夕べ」開催（「歌劇名曲の夕」、場所日比谷新音樂堂）※出演者の判別はできず。
1935年（昭和10年）藤原歌劇団主催『リゴレット』の廷臣貴婦人等と合唱をヴォーカル・フオア（ヴォーカル フオア）が担当。なお合唱指揮を務めているのは内田榮一である。
同年藤原歌劇団『トスカ』の合唱をヴオーカル・フオア合唱團が担当。やはり合唱指揮は内田である。なお、このとき、あきれたぼういずで有名な坊屋三郎が助監督を務めている。
1936年（昭和11年）3月日比谷公会堂にてガブリエル・フォーレ作曲「鎮魂彌撒曲」日本初演（合唱員200名：ホワイト合唱団、東京オラトリオ協会、ルナ・オリオンコール、ヴォーカル・フォア、津川主一（オルガン）、ジェームス・ダン（ピアノ）、平井美奈子（ソプラノ）、太田黒養二（テノール）、内田栄一（バリトン）、弘田龍太郎（指揮）。
1937年（昭和12年）5月9日（日）ヴォーカルフォア第4回公演『パリアツチ』『ホフマンの物語（ハイライト）』『カルメン（ハイライト）』開催（指揮:齋藤秀雄、演出:金杉惇郎、舞臺装置:宇佐美一、舞臺監督:木下利秋、演技指導:三木利夫、照明:穴澤喜美男、(A)道化師 カニオ:平間文壽、トニオ:内田榮一、ネツダ:瀧田菊江、ベツペ:瀧田斌俊、シルヴィオ:日比野秀吉、2人の村人:那古敏郎、井田信雄 (B)ホフマン物語 ホフマン:奥田良三、ジュリエッタ:河原喜久惠、ニツクラウス:小森智慧子、ダツペルトツト:内田榮一、シユレミール:岡崎二郎、ピチナチオ:神山時雄、コッペリウス:内田榮一 (C)カルメン カルメン:小林千代子、ドン・ホセ:小野博、エスカミリオ:下八川圭祐、ツニガ:富田義助、フラスキータ:古筆愛子、メルセデス:小森智慧子、ダンカイロ:岡崎二郎、レメンダード:那古敏郎、モラーレス:宮田進、リリス・バスチア:古莊邦三、ピアノ:多部三郎、管絃樂:新交響樂團員、合唱:ヴオーカルフオア合唱團、舞踊:高田舞踊團員 日比谷公会堂）。※合唱指揮に関しては記載なし。
同年12月8日（水）ヴォーカル フォア第5回公演『アルト・ハイデルベルヒ（作曲:小諸廉太郎）』『ファウスト』「創立拾周年記念 此の公演を故松平里子先生に捧ぐ」開催（(A)アルト ハイデルベルヒ 指揮:飯田信夫、合唱指導:日置靜 (B)ファウスト 指揮:山本直忠、合唱指導:内田榮一、演出:高樹次郎、舞台装置:宇佐美一、照明:穴澤喜美男、演技指導:三木利夫、舞台監督:木下利秋、解説:靑木夾、マルガレエテ:關種子:メフイストフエレス:内田榮一、フアウスト:小野博、ジイベル:高柳二葉、マルタ:小森智慧子、ヴアレンテイン:日比野秀吉、ワグナア:富田義助、ピアノ:多部三郎、管絃樂:中央交響樂團、合唱:ヴオーカルフオア合唱團、舞踊:高田舞踊團員 日比谷公会堂）。
1938年（昭和13年）5月10日（火）ヴォーカルフォア第6回公演『カバレリア ルスチカナ』『パリアツチ』開催（指揮:篠原正雄、合唱指導:内田榮一、演出:河合信雄、舞台装置:宇佐美一、照明:穴澤喜美男、舞台監督:木下利秋、ピアノ:多部三郎、マネージメント:吉田昇 (A)カヴァレリア・ルスティカーナ サントツツア:南部タカネ、ルチア:古筆愛子、アルフイオ:日比野秀吉、トウリドウ:山田道夫、ローラ:小森智慧子 (B)道化師 トニオ:内田榮一、カニオ:永田絃次郎、ネツダ:長門美保、ベツペ:櫻井健二、シルヴイオ:岡崎二郎、村人A:那古敏郎、村人B:日比野秀吉、管絃楽:新交響樂團員、合唱:ヴォーカルフォア合唱團 日比谷公会堂）。これが最後の自主公演となる。
以降は合唱団のみの活動となり、藤原歌劇団1939年（昭和14年）『カルメン』（一部に差異もあるが「この合唱団が藤原歌劇団の実質的な母体となった」としている資料がある）『椿姫』『リゴレット』1940年(昭和15年）『ボエーム』、同年新交響楽団『カルメン』（演奏会形式）、1940年（昭和15年）の山田耕筰『夜明け（のちの『黒船』』初演、1941年（昭和16年）北野劇場（大阪）『カヴァレリア・ルスティカーナ』藤原歌劇団『アイーダ』『カルメン』において合唱を務める。特に藤原歌劇団の合唱は全てヴォーカルフォアが担当しており、合唱指揮は全て内田である。『アイーダ』に関しては法政大学アリオンコールの記録に「藤原さんの方では『オペラ・アイーダ』が企画されつつあり、ことに、合唱には大人数を要するオペラとあって、コーラス要員集めに苦慮されていたこともあり」「ヴォーカル・フォア合唱団（オペラ開催の時には藤原歌劇団合唱部に早替わりする。）」とあり、法政大学アリオン合唱團の演奏会にヴォーカルフォアが出演していたことと、『アイーダ』に、法政大学アリオン合唱團が賛助出演していたことが確認でき、藤原歌劇団とヴォーカルフォアが一体となって運営されていたことがわかる。
1940年（昭和15年）行進曲「出征兵士を送る歌」陸軍省撰定歌　陸軍軍楽隊　指揮楽長大沼哲　編曲　大沼哲 をキングレコードで吹き込んでいる（番号 40025）1940年２月。 
1942年（昭和17年）藤原歌劇団『トスカ』からはヴォーカルフォア合唱団は「日本合唱団」と改称しているが、やはり藤原歌劇団の合唱を務めており、合唱指揮は内田である。公演は1944年（昭和19年）2月26日 - 27日の北野定期演奏會（大阪）『フイデリオ』まで続いた。
また、戦前から戦中にかけて、ヴォーカルフォアは数多くのレコードの吹込みを行っている。中には流行歌もあるが、国威発揚に動員されたものも少なくない。中には『月月火水木金金』のように大ヒットしたものもある。
1945年（昭和20年）黒澤明監督作品『虎の尾を踏む男達』の作中で謡曲「安宅」の一節を現代的な音楽にアレンジされ歌っている。
戦後、1946年（昭和21年）1月27日 - 31日の藤原歌劇団復活公演 帝国劇場『椿姫』で同時に日本合唱團も復活。やはり合唱指揮は内田である。同年4月27日 - 5月5日の藤原歌劇団 帝国劇場『カルメン』からは合唱団が「藤原歌劇合唱團」名義（合唱指揮は内田のまま）になっており、以降は「藤原義江歌劇團合唱部」「藤原歌劇合唱團」を経て、1948年（昭和23年）3月5日 - 30日『セヴィラの理髪師』からは殆どが「藤原歌劇團合唱部」の名称で定着している。合唱指揮はのちに藤井典明に移っているが、「日本合唱團」から「藤原歌劇合唱團」になるまでは、わずか3か月しかなく、戦中戦後の混乱を考慮したとしても、ヴォーカルフォア→日本合唱團→藤原歌劇団合唱部と考えるのが適当であろう。

## 関連書籍
- 浅草オペラの生活 内山惣十郎 著 1967/1/1 雄山閣出版

## 関連論文
- 「放送歌劇」の興隆と「ヴォーカル・フォア」の結成 －1927年のJOAKにおけるオペラ放送－ 日本大学法学部 桜文論叢 第88巻（2015年1月発行）佐藤英

## ディスコグラフィー
国立国会図書館デジタルコレクション、YouTube、Amazon、78MUSIC等から、「ヴォーカルフォア」「ヴォカルフォア」「日本合唱団」名義となっているものを抽出した。
- 近衛秀麿『大礼奉祝交声曲 』近衛秀麿指揮、新交響楽団、ヴォーカル フォア合唱団、内田栄一、松平里子、佐藤美子[30]
- あなうれし／有明／春はうれしや／さのさ節 堀内敬三[編曲]、町田嘉章[編曲]、市丸、勝太郎、藤本二三吉、ヴォーカルフォア合唱団[合唱]、日本ビクター管絃楽団[伴奏](ビクター、商品番号:V-41046、1931-11)
- 梅ケ枝／推量節／すててこ／さいこどんどん 堀内敬三[編曲]、町田嘉章[編曲]、市丸、内田栄一、勝太郎、ヴォーカルフォア合唱団[合唱]、ビクター和洋合奏団[伴奏](ビクター、商品番号:V-41044、1931-11)
- 枯れすすき／帝都復興の歌／君恋し 野口雨情[作詞]、中山晋平[作曲]、堀内敬三[編曲]、町田嘉章[編曲]、徳山璉、四家文子、ヴォーカルフォア合唱団[合唱]、日本ビクター管絃楽団[伴奏]、堀内敬三[指揮]、小林愛雄[作詞]、時雨音羽[作詞]、小松耕輔[作曲]、佐々紅華[作曲](ビクター、商品番号:V-41049、1931-11)
- さすらいの唄／新磯節／籠の鳥 北原白秋[作詞]、中山晋平[作曲]、堀内敬三[編曲]、町田嘉章[編曲]、勝太郎、内田栄一、四家文子、ヴォーカルフォア合唱団[合唱]、日本ビクター管絃楽団[伴奏]、千野かおる[作詞]、添田亜蝉坊[作詞]、添田亜蝉坊[作曲]、取鳥春陽[作曲](ビクター、商品番号:V-41048、1931-11)
- 鉄道唱歌／青葉繁れる／ストライキ 大和田建樹[作詞]、多梅稚[作曲]、堀内敬三[編曲]、町田嘉章[編曲]、平井英子、勝太郎、ヴォーカルフォア合唱団[合唱]、日本ビクター管絃楽団[伴奏]、堀内敬三[指揮]、落合直文[作詞]、奥山朝恭[作曲](ビクター、商品番号:V-41046、1931-11)
- 浪花小唄／波浮の港／祇園小唄／東京行進曲 時雨音羽[作詞]、佐々紅華[作曲]、堀内敬三[編曲]、町田嘉章[編曲]、藤本二三吉、四家文子、ヴォーカルフォア合唱団[合唱]、ビクター和洋合奏団[合奏]、日本ビクター管弦楽団[伴奏]、西条八十[作詞]、長田幹彦[作詞]、野口雨情[作詞]、中山晋平[作曲](ビクター、商品番号:V-41049、1931-11)
- 日清談判／雪の進軍／赤十字／勇敢なる水兵 若宮万次郎[作詞]、若宮万次郎[作曲]、堀内敬三[編曲]、町田嘉章[編曲]、藤本二三吉、徳山璉、内田栄一、ヴォーカルフォア合唱団[合唱]、日本ビクター管絃楽団[伴奏]、永井建子[作詞]、佐々木信綱[作詞]、奥好義[作曲]、永井建子[作曲](ビクター、商品番号:V-41045)
- 野毛の山／維新マーチ／宮さん宮さん／縁かいな 堀内敬三[編曲]、町田嘉章[編曲]、小唄勝太郎、ヴォーカルフォア合唱団[合唱]、日本ビクター和洋合奏団[伴奏]、堀内敬三[指揮]、町田嘉章[指揮](ビクター、商品番号:V-41044、1931-11)
- ハイカラ節／真白き富士の根／まっくろけのけ 神長瞭月[作詞]、神長瞭月[作曲]、堀内敬三[編曲]、町田嘉章[編曲]、市丸、藤本二三吉、ヴォーカルフォア合唱団[合唱]、堀内敬三[指揮]、町田嘉章[指揮]、三角錫子[作詞]、添田唖蝉坊[作詞]、後藤紫雲[作詞]、添田唖蝉坊[作曲](ビクター、商品番号:V-41047、1931-11)
- 抜刀隊／道は六百八十里／元寇 外山正一∥訳詞、ルルー(LEROUX、C)[作曲]、堀内敬三[編曲]、町田嘉章[編曲]、内田栄一、ヴォーカルフォア合唱団[合唱]、日本ビクター管絃楽団[伴奏]、堀内敬三[指揮]、町田嘉章[指揮]、石黒行平[作詞]、永井建子[作詞]、永井建子[作曲](ビクター、商品番号:V-41045)
- ラッパ節／戦友／間がいいソング 添田唖蝉坊[作詞]、添田唖蝉坊[作曲]、堀内敬三[編曲]、町田嘉章[編曲]、藤本二三吉、徳山璉、ヴォーカルフォア合唱団[合唱]、ビクター和洋合奏団[伴奏]、日本ビクター管絃楽団[伴奏]、真下飛泉[作詞]、竹下夢村[作詞]、三善和気[作曲](ビクター、商品番号:V-41047、1931-11)
- 流行歌謡集 - うたの明治、大正、昭和 - （一）野毛の山／維新マーチ／宮さん常さん／縁かいな 日本ビクター和洋合奏団、ヴォーカルフォア男声合唱団、葭町勝太郎、端唄[作詞]、端唄[作曲](ビクター、商品番号:52017、1931-12)
- 流行歌謡集 - うたの明治、大正、昭和 - （二）梅ケ枝／推量節／すててこ／さいこどんどん ヴォーカルフォア女声合唱団、浅草市丸、内田栄一、葭町勝太郎、西條八十[作詞]、PD[作曲](ビクター、商品番号:52017、1931-12)
- 流行歌謡集 - うたの明治、大正、昭和 - （三）抜刀隊／道は六百八十里／元寇 内田栄一、ヴォーカルフォア男声合唱団(ビクター、商品番号:52018、1931-11)
- 流行歌謡集 - うたの明治、大正、昭和 - （四）日清誤判／雪の進軍／赤十字／勇敢なる水兵 永井建子[作詞]、永井建子[作曲]、藤本二三吉、徳山璉、ヴォーカルフォア女声合唱団、内田栄一、佐々木信綱[作詞]、奥好義[作曲](ビクター、商品番号:52018、1931-12)
- 流行歌謡集 - うたの明治、大正、昭和 - （五）あなうれし／有明／春はうれしや／さのさ節 俗謡[作詞]、俗謡[作曲]、ヴォーカルフォア女声合唱団、浅草市丸、葭町勝太郎、藤本二三吉、俗謡[作詞]、俗謡[作曲](ビクター、商品番号:52019、1931-12)
- 流行歌謡集 - うたの明治、大正、昭和 - （六）鉄道唱歌／青葉繁れる／ストライキ 大和田建樹[作詞]、多梅稚[作曲]、平井英子、葭町勝太郎、ヴォーカルフォア女声合唱団、不明[作詞]、不明[作曲](ビクター、商品番号:52019、1931-12)
- 流行歌謡集 - うたの明治、大正、昭和 - （七）ラッパ節／戦友／間がいいソング 竹石夢村[作詞]、藤本二三吉、徳山璉、ヴォーカルフォア女声合唱団(ビクター、商品番号:52020、1931-12)
- 流行歌謡集 - うたの明治、大正、昭和 - （八）ハイカラ節／真白き富士の根／まっくろけのけ 三角錫子[作詞]、浅草市丸、ヴォーカルフォア混成合唱団、藤本二三吉(ビクター、商品番号:52020、1931-12)
- 流行歌謡集 - うたの明治、大正、昭和 - （十）さすらいの唄／新磯節／籠の鳥 ヴォーカルフォア混成合唱団、葭町勝太郎、内田栄一、四家文子(ビクター、商品番号:52021、1931-12)
- 流行歌謡集 - うたの明治、大正、昭和 - （十一）枯れすすき／帝都復興の歌／君恋し／アラビアの唄 小林愛雄[作詞]、小松耕輔[作曲]、四家文子、ヴォーカルフォア女声合唱団、日本ビクター管弦楽団、徳山璉、不明[作詞]、不明[作曲](ビクター、商品番号:52022、1931-12)
- 流行歌謡集 - うたの明治、大正、昭和 - （十二）浪速小唄／波浮の港／祇園小唄／東京行進曲 野口雨情[作詞]、長田幹彦[作詞]、中山晋平[作曲]、佐々紅華[作曲]、日本ビクター和洋合奏団、藤本二三吉、四家文子、ヴォーカルフォア合唱団、西條八十[作詞]、中山晋平[作曲](ビクター、商品番号:52022、1931-12)
- 愛馬進軍歌 久保井信夫[作詞]、新城正一[作曲]、内田栄一、ヴォーカル・フォア合唱団(キングレコード、商品番号:30044、1940-04)
- 乾杯の歌(Brindisi) 青木爽||訳詞、G・Verdi[作曲]、藤原義江、瀧田菊江、ヴォーカル・フォア合唱団[合唱]、中央交響楽団、飯田信夫[指揮](ビクター、商品番号:A-9515、1940-09)
- 世紀の若人 福田伝吉[作詞]、林伊佐緒[作曲]、篠原正雄[編曲]、ヴォーカル・フォア合唱団(キングレコード、商品番号:57067、1941-10)
- 軍歌集（一） 内田栄一、四家文子、徳山璉、ボーカルフォア合唱団(ビクター、商品番号:52248、1932-03)
- 軍歌集（二） 内田栄一、四家文子、徳山璉、ボーカルフォア合唱団(ビクター、商品番号:52248、1932-03)
- 軍歌集（三） 内田栄一、四家文子、徳山璉、ボーカルフォア合唱団(ビクター、商品番号:52249、1932-03)
- 軍歌集（四） 内田栄一、四家文子、徳山璉、ボーカルフォア合唱団(ビクター、商品番号:52249、1932-03)
- 艦隊勤務『月月火水木金金 』高橋俊策（海軍省海軍軍事普及部海軍中佐）[作詞]、江口夜詩[作曲]、江口夜詩[編曲]、内田榮一、ヴォーカル・フォア合唱団、帝国海軍軍楽隊、内藤清五（楽長）[指揮](ポリドール、商品番号:P-5060)
- 新鉄道唱歌(東海道) 西條八十[作詞]、堀内敬三[作曲]、ヴォーカル・フォア合唱団 1937.05.31
- 航空愛国の歌 沢登静夫[作詞]、山田耕筰[作曲]、ヴォーカル・フォア合唱団 1937.06.01
- 勝って兜の 土岐善麿[作詞]、乗松昭博[作曲]、ヴォーカル・フォア合唱団 1937.11.01
- 皇御国 文部省選 ヴォーカル・フォア合唱団 1938.04.26
- 新鉄道唱歌(上野-仙台) 土井晩翠[作詞]、杉山長谷雄[作曲]、ヴォーカル・フォア合唱団 1938.04.26
- 国に誓う 野口米次郎[作詞]、信時潔[作曲]、ヴォーカル・フォア合唱団 1938.11.08
- 戦友（ここは御国の何百里） 真下飛泉[作詞]、三善和気[作曲]、ヴォカル・フォア合唱団[合唱]、金の鈴オーケストラ[伴奏]、内田栄一[指揮](ポリドール、商品番号:569)
- 勇敢なる水兵 佐々木信綱[作詞]、奥好義[作曲]、ヴォカル・フォア合唱団[合唱]、金の鈴オーケストラ[伴奏]、内田栄一[指揮](ポリドール、商品番号:569)
- 征くぞ空の決戦場 井上康文[作詞]、高木東六[作曲]、高木東六[編曲]、高木清、千葉静子、日本合唱団、帝国交響管弦楽団[伴奏](テイチク、商品番号:X5053)
- 走れ日の丸銀輪部隊 島田磬也[作詞]、杉山長谷夫[作曲]、杉山長谷夫[編曲]、松平晃、日本合唱団、テイチク管絃楽団[伴奏](テイチク、商品番号:T3433)
- 明治天皇御製：いかならむ 明治天皇[作詞]、小松耕輔[作曲]、佐々木すぐる[編曲]、伊藤武雄、日本合唱団(コロムビア（戦前）、商品番号:32079、1943-11)
- 明治天皇御製：天 明治天皇[作詞]、小松耕輔[作曲]、弘田龍太郎[編曲]、佐々木成子、日本合唱団(コロムビア（戦前）、商品番号:32079、1943-11)
- 独唱：技術ニッポン 高橋掬太郎[作詞]、弘田龍太郎[作曲]、藤山一郎、日本合唱団(コロムビア（戦前）、商品番号:32078、1944-02)
- 獨唱合唱－明治天皇御製－いかならむ 小松耕輔[作曲]、佐々木すぐる[編曲]、伊藤武雄、佐々木すぐる[指揮]、日本合唱團、日蓄管絃樂團(ニッチク、商品番号:10-32079)
- 獨唱合唱－明治天皇御製－天 小松耕輔[作曲]、弘田龍太郎[編曲]、佐々木成子、弘田龍太郎[指揮]、日本合唱團、日蓄管絃樂團(ニッチク、商品番号:10-32079)
- 戦陣訓の歌 藤田まさと[作詞]、江口夜詩[作曲]、奥田良三、関種子、ヴォーカル・フォア合唱団、陸軍省推薦(ニッチク、1943年)[31]
- 進め一億火の玉だ（決戦の歌）大政翼賛会[作詞]、長妻完至[作曲]、ヴォーカルフォア合唱団、キングレコード[32]
- CD 甦るSP盤・蓄音器サウンドの豊穣 - 明治・大正の流行歌編(上) オムニバス 2012/7/25 日本コロムビア[33]
- CD 戦時中の軍歌・軍国歌謡：昭和7年 - 昭和18年 オムニバス[34]
- CD 日本の軍歌・軍国歌謡全集 vol.1 1932-1943 オムニバス 2015/11/15 インディーズ・メーカー[35]
- CD 日本の軍歌・軍国歌謡全集 vol.1 1932-1943 オムニバス 2015/11/15 ぐらもくらぶ[36]
- 東亜の生命線[37] ※歌詞のみ。音源見当たらず

## 放送オペラ
内山惣十郎著『浅草オペラの生活』（昭和42年 雄山閣）による。
ヴォーカル・フォアを中心に構成。
1. 第一次放送オペラ（1927年（昭和2年） - 1930年（昭和5年）、全18回）
2. 第二次放送オペラ（1931年（昭和6年） - 1937年（昭和12年）、全19回）